# تیم ملی فوتبال تاهیتی
تیم ملی فوتبال تاهیتی نمایندهٔ کشور تاهیتی در مسابقات بین‌المللی است که زیر نظر فدراسیون فوتبال تاهیتی فعالیت می‌کند.
اولین بازی رسمی این تیم در تاریخ ۲۱ سپتامبر ۱۹۵۲ میلادی در برابر تیم ملی فوتبال نیوزیلند برگزار شده‌است.